# Tribunal de première instance et cour d'appel du Congo belge
 (décembre 2019).

Carte du Congo belge, années 1900

Cet article traite du Tribunal de première instance et de la cour d'appel du Congo belge à l'époque où le Congo belge était sous l'Empire colonial belge.
Au Congo belge, la Charte coloniale organisa une séparation des pouvoirs sur la base des traditions belges.

## Contexte historique

### Histoire judiciaire
Le premier texte législatif d'organisation judiciaire du Congo belge parut le 7 janvier 1886. Durant la période coloniale, le système judiciaire a été conçu sous « une double pyramide judiciaire européenne et une pyramide indigène. L'organisation judiciaire européenne applique la législation congolaise » donc les lois, décrets et ordonnances adoptés par le pouvoir colonial. Du côté de l'organisation judiciaire indigène, ce sont les règles coutumières qui sont appliquées. Ces deux systèmes judiciaires demeurent par ailleurs sous une même autorité qui est celle du gouverneur.

## Tribunal de première instance

### Organisation
Le tribunal de première instance est composé d'un juge de carrière nommé au préalable par le souverain, d'un officier du ministère public et d'un greffier nommé par l'administrateur général. Le greffier siège au greffe qui est un lieu au sein du tribunal où sont déposés les documents. Dans chacune des provinces du Congo, six tribunaux de première instance furent créés. Selon l'article 1 de la loi du 25 avril 1925, les tribunaux de première instance rendent des décisions en premier ressort.

#### Procédure et compétence

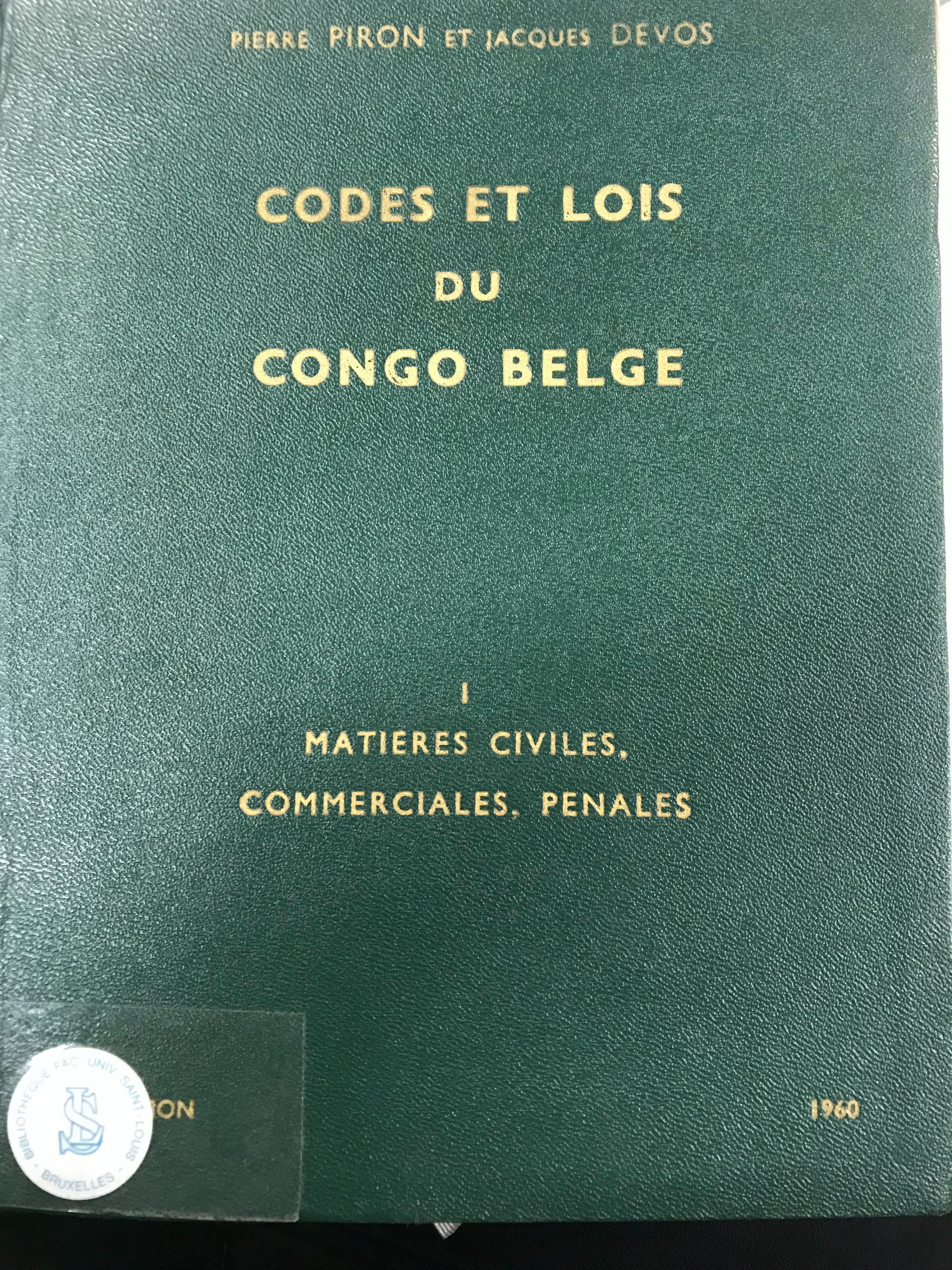
Exemple de législation du Congo belge.

Dans le domaine pénal, il n’y a que la compétence du tribunal de première instance. En effet, c’est devant lui que siègent toutes les affaires aussi bien les simples que les plus graves, les justiciables avaient la faculté d’appel devant la Cour d’appel. Les tribunaux de première instance avaient une connaissance de toutes les affaires commises par des indigènes et des non-indigènes ou également toutes les affaires commises dans un périmètre d’un km autour « d’un établissement européen ou en connexité à une infraction imputable à un non-indigène dans leur ressort ».
Par ailleurs, le tribunal de première instance connaissait en premier ressort les infractions qui échappaient à la compétence des juridictions inférieures. Lorsque l’inculpé était arrêté, le tribunal statuait dans les 24 heures qui suivait son arrestatio.

## Cour d'appel

### Organisation
Il existait deux cours d'appel, celle de Léopoldville au nord et celle d'Élisabethville au sud près de la Rhodésia.
La Cour d'appel de Léopoldville comportait un président, deux conseillers, un conseiller suppléant, un procureur général, deux substituts du procureur général. La Cour d'Élisabethville était composée de la même façon avec seulement un substitut du procureur général.

#### Procédure et compétence
L'article 49 modifié par le décret du 31 janvier, fixait le délai à un mois pour faire appel de la décision rendue par la cour. Ce délai comprenait le délai de distance prévu quand on est assigné pour un jugement. Le délai d’appel ne courait qu’au profit de la partie qui faisait signifier le jugement et contre celle à laquelle la signification était faite.
Plusieurs modes d’appel existaient comme l’appel du jugement par défaut, l’appel incident et l’appel tardif. Les formes de l’appel devaient être explicites, contenir le nom de l'intimé, le motif de l’appel et le lieu de l’appel. Les décisions d'appel ne concernaient pas les Belges mais seulement les citoyens qui résidaient sur le territoire congolais

#### Législation
- Code et loi du Congo belge, t. II : organisation administrative et judiciaire, Bruxelles, Larcier, 1960.
- Décret du 13 juillet 1923, art. 50.
- Loi organique judiciaire du 4 aout 1832, art. 10.

#### Doctrine
- G. Albreht, La réorganisation de la justice répressive au Congo belge, Bruxelles, Hayez.
- J. De Boelpaepe, Les cours suprêmes du Congo belge, Revue de droit et jurisprudence du Katanga, 1960, p. 20 et 21.
- L. De Clerck, L'administration coloniale belge sur le terrain au Congo (1908-1960) et au Ruanda-Urundi (1925-1962), Annuaire d'histoire administrative européenne, 2006, p. 178
- P-O. de Broiux, et B. Lagasse, Histoire des institutions et du droit de la Belgique contemporaine, Faculté Saint Louis, 2019-2020, p. 164-165.
- R. Hayoit de Termincourt, Le conseil suprêmes du Congo, Bruxelles, Bruylant, 1960, p. 20-21.
- P. Piron, Les institutions judiciaires. Mémoires du Congo, Bruxelles, Larcier, 1970.
- M. Rolland, « L'organisation de la justice au Congo belge », Revue internationale de droit comparé, vol. 1,‎ 1953, p. 100-105.
- A. Sohier, Traité élémentaire de droit coutumier du Congo belge, Bruxelles, Larcier, 1954.
- A. Sohier, Droit et procédure du Congo belge, Bruxelles, Larcier, 1955, 2e éd..